# АК Оулу
АК „Оулу“ (на фински: AC Oulu) е футболен клуб от едноименния град Оулу, Финландия.
Отборът му се състезава във втория ешелон на финландския футбол – Юкьонен.

## История
Клубът е основан през 2002 г.

## Успехи
- Юкьонен – 2009

## Стадион
„Оулу“ играе домакинските си мачове на стадион Кастриен с капацитет 4000 места.